# Liga de Fútbol de Anguila 2023
La Anguilla Football League 2023 es la vigésima cuarta (24) edición de la Liga de Fútbol de Anguila, la primera división de fútbol en el territorio de Anguila.
La temporada comenzó el 21 de enero de 2023. Contó con la participación de nueve equipos. En esta edición destacó la ausencia de Salsa Ballers y Kicks United FC quienes no participaron por razones desconocidas. El campeón defensor fue Roaring Lions quienes consiguieron el tricampeonato en la pasada edición (2022). Al no existir el descenso no hubo intercambio de plazas.

## Sistema de disputa
El formato consistió en nueve equipos que jugaron dos vez contra cada rival, haciendo un total de 16 jornadas. A diferencia de la temporada pasada donde se implementó un sistema de playoffs este año el campeón se decidió por el primer lugar en la tabla.

## Equipos participantes
| Equipo                | Ciudad               | Estadio                               | Posición 2022 |
| --------------------- | -------------------- | ------------------------------------- | ------------- |
| Attackers FC          | The Valley (Anguila) | Centro Raymond Gordon Ernest Guishard | 4°            |
| Diamond FC            | The Valley (Anguila) | Centro Raymond Gordon Ernest Guishard | 8°            |
| Doc's United FC       | The Valley (Anguila) | Centro Raymond Gordon Ernest Guishard | 1°            |
| Eagle Claw            | The Valley (Anguila) | Centro Raymond Gordon Ernest Guishard | 11°           |
| Lymers FC             | The Valley (Anguila) | Centro Raymond Gordon Ernest Guishard | 2°            |
| Roaring Lions FC      | The Valley (Anguila) | Centro Raymond Gordon Ernest Guishard | 3°            |
| ALHCS Spartan FC      | The Valley (Anguila) | Centro Raymond Gordon Ernest Guishard | 9°            |
| Uprising FC           | The Valley (Anguila) | Centro Raymond Gordon Ernest Guishard | 7°            |
| West End Predators FC | The Valley (Anguila) | Centro Raymond Gordon Ernest Guishard | 10°           |

Datos consultados en GSA

## Tabla de Posiciones
| Pos. | Equipo             | Pts. | PJ | G  | E | P  | GF  | GC  | Dif. | Clasificación |
| ---- | ------------------ | ---- | -- | -- | - | -- | --- | --- | ---- | ------------- |
| 1    | Doc's United       | 44   | 16 | 14 | 2 | 0  | 100 | 7   | +93  | Campeón       |
| 2    | Roaring Lions      | 37   | 16 | 12 | 1 | 3  | 52  | 8   | +44  |               |
| 3    | Diamond            | 33   | 16 | 11 | 0 | 5  | 39  | 27  | +12  |               |
| 4    | Attackers          | 26   | 16 | 8  | 2 | 6  | 35  | 32  | +3   |               |
| 5    | Eagle Claw         | 19   | 16 | 6  | 1 | 9  | 38  | 34  | +4   |               |
| 6    | Lymers             | 19   | 16 | 5  | 4 | 7  | 26  | 25  | +1   |               |
| 7    | Uprising           | 15   | 16 | 4  | 3 | 9  | 23  | 40  | −17  |               |
| 8    | Spartans           | 11   | 16 | 2  | 5 | 9  | 20  | 49  | −29  |               |
| 9    | West End Predators | 3    | 16 | 1  | 0 | 15 | 9   | 120 | −111 |               |

Actualizado a los partidos jugados el 27 de mayo de 2023.
 Fuente: 
| Campeón Liga de Fútbol de Anguila 2023 |
| -------------------------------------- |
|                                        |
| Doc's United FC                        |
| 1.° título                             |

## Goleadores
| Pos | Jugador           | Equipo        | Goles |
| --- | ----------------- | ------------- | ----- |
| 1   | Jonathan Guishard | Doc's United  | 30    |
| 2   | José Torres       | Doc's United  | 25    |
| 3   | Jared Smeins      | Diamond       | 19    |
| 4   | Jermaine Ricketts | Doc's United  | 13    |
| 5   | Mekhi Connor      | Roaring Lions | 12    |
| 5   | Sean Isaacs       | Attackers     | 12    |
| 6   | Christon Williams | Roaring Lions | 10    |
| 6   | Oliver Walker     | Roaring Lions | 10    |